# Cserénfa
Cserénfa è un comune dell'Ungheria di 243 abitanti (dati 2001) situata nella contea di Somogy, nell'Ungheria centro-occidentale.